# هيربي كون
هيربي كون (بالإنجليزية: Herbie Kuhn)‏ هو صحفي رياضي أمريكي، ولد في 1969.